# Лятиф-заде, Абдулла Абильевич
Абдулла́ Аби́льевич Ляти́ф-заде́ (крымскотат. Abdulla Abil oğlu Lâtif-zade, Абдулла Абиль огълу Лятиф-заде; 26 августа 1890, Симферополь — 17 апреля 1938, Симферополь) — крымскотатарский поэт, литературовед, переводчик, критик и педагог.

## Биография
Родился в семье учителя в Симферополе. Учился в медресе в Крыму и в стамбульской школе. После возвращения в Крым работал учителем в Евпатории и Симферополе. Один из его учеников — писатель Вели Абилев.
1917 года был избран делегатом в Курултай крымскотатарского народа. Сотрудничал в газете "Миллет", краткое время выполнял обязанности её главного редактора. Принимал участие в переводе крымскотатарского языка на латиницу, разработке норм литературного языка.
Окончил аспирантуру в Государственной академии искусствознания в Москве и Ленинграде (1930—1934). Преподавал западноевропейскую литературу в Крымском педагогическом институте.
В 1937 году арестован по «делу Самединова», обвинён в контрреволюционной деятельности, осужден и казнён в Симферополе 17 апреля 1938 года.

## Творчество
Автор социальной и гражданской лирики. Лирика Лятиф-заде подверглась воздействию поэзии Маяковского. Переводил на крымскотатарский произведения А. Пушкина и Л. Толстого. Был знаком с Павлом Тычиной и Агафангелом Крымским.

## Произведения
- Поэтический сборник «Янъы саз» («Новый саз», 1928)